# Bella triste
Bella triste (Eigenschreibung: BELLA triste) ist eine deutschsprachige Literaturzeitschrift für junge Gegenwartsliteratur. Sie dient auch als Plattform für Nachwuchsautoren.

## Die Zeitschrift
Träger der Zeitschrift ist seit dem Jahr 2023 der gemeinnützige eingetragene Verein BELLA triste e. V., gefördert durch die Stiftung Niedersachsen, die VGH Stiftung, den Deutschen Literaturfonds e. V., die Friedrich Weihnhagen Stiftung, Kulturstiftung Sparkasse Hildesheim, die BürgerStiftung Hildesheim, den Landschaftsverband Hildesheim, die Stadt Hildesheim, den Fachbereich II, das Präsidium der Stiftung Universität Hildesheim sowie die Universitätsgesellschaft Hildesheim.
Die Zeitschrift erscheint laut Angaben des Vereins seit 2001 dreimal jährlich in Hildesheim. Sie wird derzeit von Lilli Biller, Clara Maj Dahlke, Laura Hansen, Luzie Kasnitz, Laura Klemm, Paul Michels, Julia Nagy, Robinson Rönnfeld und Luca Ruppert herausgegeben. BELLA triste hat ihre Wurzeln im Studiengang Kreatives Schreiben und Kulturjournalismus, der 1999 an der Universität Hildesheim eingerichtet wurde und von den Professoren Hanns-Josef Ortheil und Christian Schärf geleitet wird. Die Zeitschrift versteht sich in erster Linie als Plattform für talentierte, unentdeckte Autoren von Lyrik, Prosa und Dramatik und bietet darüber hinaus Texte bereits etablierter (zumeist jüngerer) Schriftsteller. Neben Gedichten, Erzählungen und dramatischen Texten, werden in den jeweils mit Graphik, Zeichnung oder Fotografie illustrierten Ausgaben Essays, Interviews und poetologische Texte abgedruckt, die sich offensiv und kritisch mit der zeitgenössischen Literatur und dem Betrieb auseinandersetzen. Thematische Schwerpunktausgaben widmeten sich der jungen Schweizer Literaturszene oder der jungen Lyrik im deutschen Sprachraum. Zu den bislang veröffentlichten Autoren gehören unter anderen Jörg Albrecht, Marcel Beyer, Nico Bleutge, Nora Bossong, Yevgeniy Breyger, Ann Cotten, Özlem Özgül Dündar, Judith Hermann, Franz Josef Czernin, Ulrike Draesner, Gerhard Falkner, Daniel Kehlmann, Marie Luise Lehner, Inger-Maria Mahlke, Peter Neumann, Marion Poschmann, Steffen Popp, Tilman Rammstedt, Silke Scheuermann, Christian Schloyer, Uwe Tellkamp, Raphael Urweider, Anja Utler, Kevin Vennemann, Bettina Wilpert, Ron Winkler und Kim de l’Horizon.

## Veranstaltungen
Ergänzt wird die Zeitschrift durch nunmehr vom Trägerverein BELLA triste e. V. ausgerichtete Programme aus Lesungen und Literaturveranstaltungen im gesamten deutschsprachigen Gebiet. Unter anderem wurden Releasepartys in Hildesheim, Berlin und zur Leipziger Buchmesse veranstaltet. Außerdem richtet der Verein alle drei Jahre das Prosanova Festival für junge Literatur im deutschsprachigen Raum aus.

## Ehemalige Herausgeber
Ehemalige Herausgeber sind beispielsweise die Autoren 
Paul Brodowsky, Helene Bukowski, Artur Dziuk, Juan S. Guse, Florian Kessler, Thomas Klupp, Martin Kordić, Marcel Maas, Sebastian Polmans und Lisa-Maria Seydlitz.